# Proiectul Omul Plus
Proiectul Omul Plus (1976) (titlu original Man Plus) este un roman science fiction al scriitorului Frederik Pohl. Cartea a câștigat premiul Nebula pentru "Cel mai bun roman" în 1976 și a fost nominalizat la premiul Hugo, Campbell și Locus în 1977.  Pohl i s-a alăturat lui Thomas T. Thomas pentru a scrie o continuare, Mars Plus, publicată în 1994.

## Intriga
Într-un viitor nu foarte îndepărtat, războiul rece ajunge la apogeu. Colonizarea planetei Marte pare a fi singura speranță a omenirii de a supraviețui unui Armaghedon. În sprijinul acestui proiect, guvernul american inițiază un program cyborg de a crea o ființă capabilă să supraviețuiască în mediul marțian dur: Omul Plus. După moartea primului candidat, datorată omiterii dotării creierului cu abilitatea de a procesa informațiile senzorilor pentru a se potrivi cu noii stimuli pe care îi primește, elementul central al programului devine Roger Torraway.
Pentru a supraviețui în atmosfera marțiană, corpul lui Roger Torraway trebuie să fie înlocuit cu unul artificial. Incapabil să mai simtă lucrurile în noul corp, Roger se îndepărtează cu fiecare pas de omenire. Doar după sosirea pe Marte începe să-și înțeleagă noul corp: e perfect adaptat noii lumi și, astfel, complet separat de vechea lume.
Succesul misiunii marțiene împrăștie programele cyborg în rândul celorlalte națiuni participante la programele spațiale. Între timp, rețelele computerizate ale Pământului au devenit conștiente și au înțeles că supraviețuirea omenirii va garanta și supraviețuirea lor.

## Teme majore
O temă comună în science fiction o reprezintă izolarea existențialistă, indiferent dacă ea provine din interior, din separarea ființelor umane de celelalte specii sau din distanțele mari dintre Pământ și restul universului. În Proiectul Omul Plus, un om este transformat într-un cyborg. Transformarea fizică este urmărită extrem de detaliat, repercutându-se în distanțarea crescândă între Roger Torraway și soția sa, precum și între el și întreaga omenire. 
Proiectul Omul Plus prezintă și dificultatea (mai curând asumată decât argumentată) separării modului în care un om gândește de felul de a fi și viceversa: noul corp artificial al lui Roger Torraway influențează puternic modul în care el tratează lumea din jurul său.